# Manzini, Eswatini
Manzini este un oraș în partea centrală a statului Eswatini. Este reședința  districtului Manzini. Orașul a fost un sediu colonial britanic/bur din 1890, până în anul 1902, când, în timpul războiului dintre englezi și buri, centrul colonial a fost transferat la Mbabane. Până în 1960 s-a numit Bremersdorp. Localitatea este deservită de aeroportul Mastapha.